# حسين أمير عبد اللهيان
حسين أمير عبد اللهيان (بالفارسية: حسین امیرعبداللهیان) (23 أبريل 1964 - 19 مايو 2024) ولد في دامغان)؛ سياسي ودبلوماسي وأستاذ جامعي إيراني، شغل منصب وزير الخارجية الإيراني منذ 25 أغسطس 2021 حتى وفاته في 19 مايو 2024. شغل قبلها منصب المساعد الخاص لرئيس مجلس الشورى الإسلامي في الشؤون الدولية منذ عام 2016. عمل سابقا مستشارا سياسيا لظريف وأستاذا بكلية العلاقات الدولية بوزارة الخارجية. قوبل عزله من منصب نائب وزير الخارجية العربي والأفريقي بانتقادات من التيار الأصولي. قُدِّمت اوراق ترشيحه لمنصب وزير الخارجية إلى مجلس الشورى الإيراني في 11 أغسطس 2021، حسب اقتراح إبراهيم رئيسي في الحكومة الثالثة عشرة.
هو شخصية معروفة في وزارة الخارجية، وقد سلط موقفه الصريح والفاعل على الصعيدين الدولي والإقليمي الضوء عليه في أزمات العراق وسوريا والتطورات في غرب آسيا وشمال إفريقيا. حاصل على درجة الدكتوراه من جامعة طهران في العلاقات الدولية.
عُيّن نائبًا لوزير الخارجية في عهد علي أكبر صالحي، واستمر في السنوات الثلاث الأولى من وزارة محمد جواد ظريف. عمل أستاذًا في كلية العلاقات الدولية التابعة لوزارة الخارجية. بعد الاستقالة الضمنية لظريف، ذكرت بعض وسائل الإعلام اسم أمير عبد اللهيان كأحد المرشحين لمنصب الوزير، المقرب من علي لاريجاني، رئيس البرلمان الإيراني آنذاك.

## سيرته الشخصية
ولد حسين أمير عبد اللهيان عام 1964 في دامغان. توفي والده وهو ما زال قُرابة السابعة من عمره، فتحملت والدته وأخوه الأكبر أعباء إدارة العائلة. تزوج في عام 1994 وأنجب ولدًا وبنتًا. يجيد اللغة العربية والإنجليزية بالإضافة إلى لغته الأم الفارسية، لكن لا يتحدث في الإعلام إلا الفارسية.

## التعليم
حاصل على شهادة البكالوريوس من قسم العلاقات الدبلوماسية الدولية عام 1991. ثم حصل على شهادة الماجستير في العلاقات الدولية عام 1996. ثم شهادة الدكتوراه في العلاقات الدولية من جامعة طهران.

## الانتساب
وينتمي أمير عبداللهيان إلى مواقع السيد علي خامنئي وما فوق الفصيل قبل أن يكون مقربًا من التيار الأصولي أو الإصلاحي. بعض مواقفه تدعم ما يسمى بجبهة المقاومة المحسوبة على حزب الله في لبنان وسوريا وتيارات أخرى موالية للجمهورية الإسلامية الإيرانية في صراعها مع إسرائيل.
شغل منصب العضوية في اللجنة السياسية والأمنية للمفاوضات النووية خلال المباحثات النووية خلال رئاسة السيد محمد خاتمي. وهو أول مسؤول إيراني يُدعى إلى لندن لإجراء محادثات إقليمية بعد إعادة فتح سفارة لندن في طهران خلال الولاية الأولى لحسن روحاني الأول، ولقاء وزير الخارجية البريطاني آنذاك فيليب هاموند. أجرى محادثات إقليمية مفصلة مع فيديريكا موغيريني بشأن ملفه، وعقد اجتماعات مفصلة مع الأمين العام للأمم المتحدة بان كي مون والأمين العام لحزب الله اللبناني سيد حسن نصر الله.

## التفاوض مع الولايات المتحدة
وكان رئيس فريق التفاوض الإيراني في الاجتماع الثلاثي بين إيران والعراق والولايات المتحدة في بغداد عام 2007. وعقد الاجتماع لتأمين العراق بناء على طلب الأمريكيين الذين وصفوا الأوضاع في العراق بالخطيرة. وفشلت المحادثات بعد ثلاث جلسات دون نتيجة. فيما بعد قال عبداللهيان عن المحادثات إن الأمريكيين غادروا المكان عندما سمعوا كلمة منطقية ولم يكن لديهم إجابة منطقية. في بداية المفاوضات الأمريكية، اعتقدوا أن عليهم وضع جدول الأعمال، لكن الجمهورية الإسلامية لم تسمح لهم بذلك، وتقرر أن يتم وضع جدول الأعمال باتفاق الطرفين.

## التواصل مع قاسم سليماني
كانت تربطه علاقة وثيقة مع قاسم سليماني، وكان ذلك بسبب عقدين من المسؤولية في وزارة الخارجية، لا سيما في المواقف العربية والأفريقية في وزارة الخارجية الإيرانية. عندما أصبح سليماني قائدًا لفيلق القدس، كان عبداللهان خبيرًا عراقيًا في وزارة الخارجية. خلال الاضطرابات العراقية في عام 2003، مع الإطاحة بصدام حسين، أصبح مسؤولًا عن العراق في وزارة الخارجية. وقال عبداللهيان في وقت لاحق خلال لقاء مع وفود ومسؤولين أوروبيين، إنه ينبغي عليكم شكر الجمهورية الإسلامية وسليماني لأن سليماني ساهم في السلام والأمن العالميين. وهو يعتقد أنه لولا سليماني، لتفككت الدول الكبرى في المنطقة.

## المسيرة المهنية
- خبير سياسي في وزارة الخارجية من 1992 إلى 1997.
- خبير سياسي ونائب السفير في السفارة الإيرانية في بغداد بالعراق من 1997 إلى 2001.
- منصب نائب وزير الخارجية لشئون الخليج العربي عام 2001.
- المساعد الخاص لوزير الخارجية للشؤون العراقية من 2003 إلى 2006.
- نائب وزير الخارجية لشئون الخليج العربي والشرق الأوسط عام 2006.
- رئيس القسم الخاص بالعراق بوزارة الخارجية من 2006 إلى 2007.
- سفير جمهورية إيران الإسلامية في البحرين (2010-2017).[14]
- نائب وزير الخارجية لشئون الخليج العربي والشرق الأوسط مجددا عام 2010
- نائب وزير الخارجية لشئون الدول العربية والأفريقية من عام 2011.[15][16]
- المساعد الخاص لرئيس مجلس الشورى الإسلامي عام 2016
- المدير العام للشؤون الدولية وكان الأمين العام للأمانة الدائمة للمؤتمر الدولي لدعم الانتفاضة الفلسطينية.[17]

### المناصب
- وزير الخارجية الإيراني
- مستشار وزير الخارجية
- المساعد الخاص لرئيس المجلس والمدير العام للشؤون الدولية بمجلس الشورى الإسلامي
- رئيس هيئة الاركان العراقية الخاصة في وزارة الخارجية (2007-2006).[بحاجة لمصدر]
- مدير عام وزارة الخارجية الخليجية والشرق الأوسط (2011-2010)
- نائب المدير العام لوزارة خارجية الخليج العربي (2007-2006)
- نائب وزير خارجية الخليج العربي - وزارة الخارجية (2003-2001).
- خبير ونائب سفارة الجمهورية الإسلامية الإيرانية في بغداد (2001-2007).
- نائب المساعد الخاص لوزير الخارجية لشؤون العراق (2006-2003).
- نائب وزير الخارجية العربي والأفريقي (2016-2011) في عهد علي أكبر صالحي ومحمد جواد ظريف.

### وزير الخارجية الايراني (2021- 2024)
منذ عام 2021، استضاف العراق خمس جولات من المحادثات المباشرة بين السعودية وإيران، اللتين قطعتا العلاقات الدبلوماسية بينهما في عام 2016. وتعثرت الجولة السادسة من المحادثات على المستوى الوزاري، ولكن بعد اجتماع في عمان، الأردن، في ديسمبر 2022، التقى عبد اللهيان مع وزير الخارجية السعودي فيصل بن فرحان آل سعود الذي أشار إلى أن البلدين سيكونان «منفتحين على مزيد من الحوار». في يناير 2023، أكد فيصل في إحدى جلسات المنتدى الاقتصادي العالمي في دافوس أن «الرياض تحاول إيجاد حوار مع إيران». وأعلن البلدان استئناف العلاقات في 10 مارس 2023، بعد اتفاق توسطت فيه الصين. ويمكن أن يؤدي ذلك إلى تخفيف حدة الصراع بالوكالة بين إيران والسعودية، وبالتالي تحقيق الاستقرار في اليمن وسوريا والعراق ولبنان والبحرين.
التقى حسين أمير عبد اللهيان مع وزير الخارجية القطري محمد بن عبد العزيز الخليفي في يوليو 2023. وناقشا العمل المشترك في مشاريع البنية التحتية.
خلال اجتماع مع دبلوماسي الأمم المتحدة النرويجي تور وينيسلاند في 14 أكتوبر 2023، حذر عبد اللهيان من أن إيران يمكن أن تتدخل في الحرب بين إسرائيل وحماس إذا شنت إسرائيل غزوًا بريًا في قطاع غزة.

## الآثار

### الكتب
- عدم فعالية مبادرة الشرق الأوسط الكبير بصعود الصحوة الإسلامية (2012)
- الديمقراطية الأمريكية المتضاربة في العراق الجديد (2007)
- إستراتيجية الاحتواء المزدوج (1999)[16]

### مقالات
- قانون داماتو: إستراتيجية وخطة الاحتواء المزدوج، كلية الحقوق والعلوم السياسية -جامعة طهران (1997)
- الإتفاقية الأمنية بين بغداد وواشنطن: سلوك أمريكا في العراق والسياسة الخارجية الإيرانية (2009)
- الأزمة السورية والأمن الإقليمي غير المستقر، مجلة الدراسات الإستراتيجية (2013)
- البحرين والشرق الأوسط: تطورات ودراسة الحالة، مجلة الدراسات الإستراتيجية (2011)[16]

## العمل الجامعي
- محاضر في كلية إدارة العلاقات الدولية.
- حكم في أطروحات الدكتوراه في كلية الحقوق والعلوم السياسية في جامعة طهران.
- عضو مؤسس في مركز دراسات غرب آسيا (معهد العلاقات الدولية).[16]

## وفاته
في 19 مايو 2024، تحطمت مروحية تقل حسين أمير عبد اللهيان والرئيس إبراهيم رئيسي بالقرب من بلدة ورزقان على الحدود الأذربيجانية الإيرانية؛ وقد وُجد كلاهما ميتين في موقع الحادث. وكان سبب التحطم هو سوء الأحوال الجوية في محافظة أذربيجان الشرقية بإيران.